# Лудвиг Казимир фон Хоенлое-Нойенщайн
Лудвиг Казимир фон Хоенлое (на немски: Ludwig Kasimir von Hohenlohe; * 12 януари 1517 в Йоринген; † 24 август 1568 в Нойенщайн) е граф на Хоенлое-Нойенщайн (1551 – 1568).
Той е четвъртият син на граф Георг I фон Хоенлое-Валденбург (1488 – 1551) и първата му съпруга Пракседис фон Зулц (1495 – 1521), дъщеря на граф Рудолф V фон Зулц, ландграф в Клетгау († 1535) и Маргарета фон Валдбург-Зоненберг († 1546).. Баща му се жени втори път за Хелене фон Валдбург-Волфег-Зайл (1514 – 1567) и той е полубрат на Еберхард фон Хоенлое-Валденбург (1535 – 1570), женен за Агата фон Тюбинген (1533 – 1609).

## Фамилия
Лудвиг Казимир се жени на 11 ноември 1540 г. в Рьомхилд за графиня Анна фон Золмс-Лаубах-Лих (* 12 ноември 1522 в Лаубах; † 9 май 1594 в Нойенщайн), дъщеря на граф Ото I фон Золмс-Лаубах и принцеса Анна фон Мекленбург. Те имат децата:
- Хелена (1541 – 1556)
- Албрехт фон Хоенлое-Валденбург (1543 – 1575), граф на Хоенлое-Валденбург, женен 1566 г. в Нойенщайн за Елеанора фон Ханау (1544 – 1585)
- Фридрих Магнус (1545 – 1549)
- Волфганг фон Хоенлое-Вайкерсхайм (1546 – 1610), граф на Хоенлое-Вайкерсхайм, женен на 27 януари 1567 г. в Диленбург за Магдалена фон Насау-Диленбург (1547 – 1633), дъщеря на граф Вилхелм I Богатия фон Насау-Диленбург и Юлиана фон Щолберг-Вернигероде
- Катарина (1548 – 1549)
- Филип Ернст фон Хоенлое-Нойенщайн (1550 – 1606), граф в Нойенщайн, женен 1595 г. в Бурен за Мария фон Насау, принцеса Оранска (1556 – 1616), дъщеря на княз Вилхелм Орански
- Доротея Катарина (1551 – 1559)
- Фридрих фон Хоенлое-Лангенбург (1553 – 1590), граф на Хоенлое-Лангенбург, женен 1585 г. в Целе за херцогиня Елизабет фон Брауншвайг-Люнебург (1565 – 1621), дъщеря на херцог Вилхелм V фон Брауншвайг-Люнебург-Целе и принцеса Доротея Датска
- Ванделбар (1555)